# Chabuata anthracina
Chabuata anthracina är en fjärilsart som beskrevs av Köhler 1947. Chabuata anthracina ingår i släktet Chabuata och familjen nattflyn. Inga underarter finns listade i Catalogue of Life.